# Luís Carlos de Assunção
Luís Carlos de Assunção (1833 — 1912) foi um político brasileiro.

## Vida
Foi presidente da província de São Paulo, de 29 de março a 4 de setembro de 1884.